# Pierre-Ambroise Bosse
Pierre-Ambroise Bosse (* 11. května 1992, Nantes) je francouzský atlet, běžec, který se věnuje středním tratím. Jeho hlavní disciplínou je běh na 800 metrů, mistr světa z roku 2017.

## Sportovní kariéra
V roce 2011 se stal juniorským mistrem Evropy v běhu na 800 metrů. V následující sezóně vybojoval na této trati bronzovou medaili na mistrovství Evropy dospělých v Helsinkách. Celkem třikrát startoval na mistrovství světa – v Moskvě v roce 2013 doběhl ve finále na 800 metrů sedmý, v Pekingu o dva roky později také sedmý a v srpnu 2017 se v Londýně stal na této trati mistrem světa.
Při svém prvním olympijském startu v Londýně v roce 2012 skončil v semifinále, v roce 2016 v Rio de Janeiro doběhl ve finále na 800 metrů čtvrtý.
Na evropském šampionátu v Berlíně v roce 2018 vybojoval v běhu na 800 metrů bronzovou medaili.
Jeho osobní rekord na této trati 1:42,53 pochází z roku 2014.